# Hans Andersson (arkeolog)

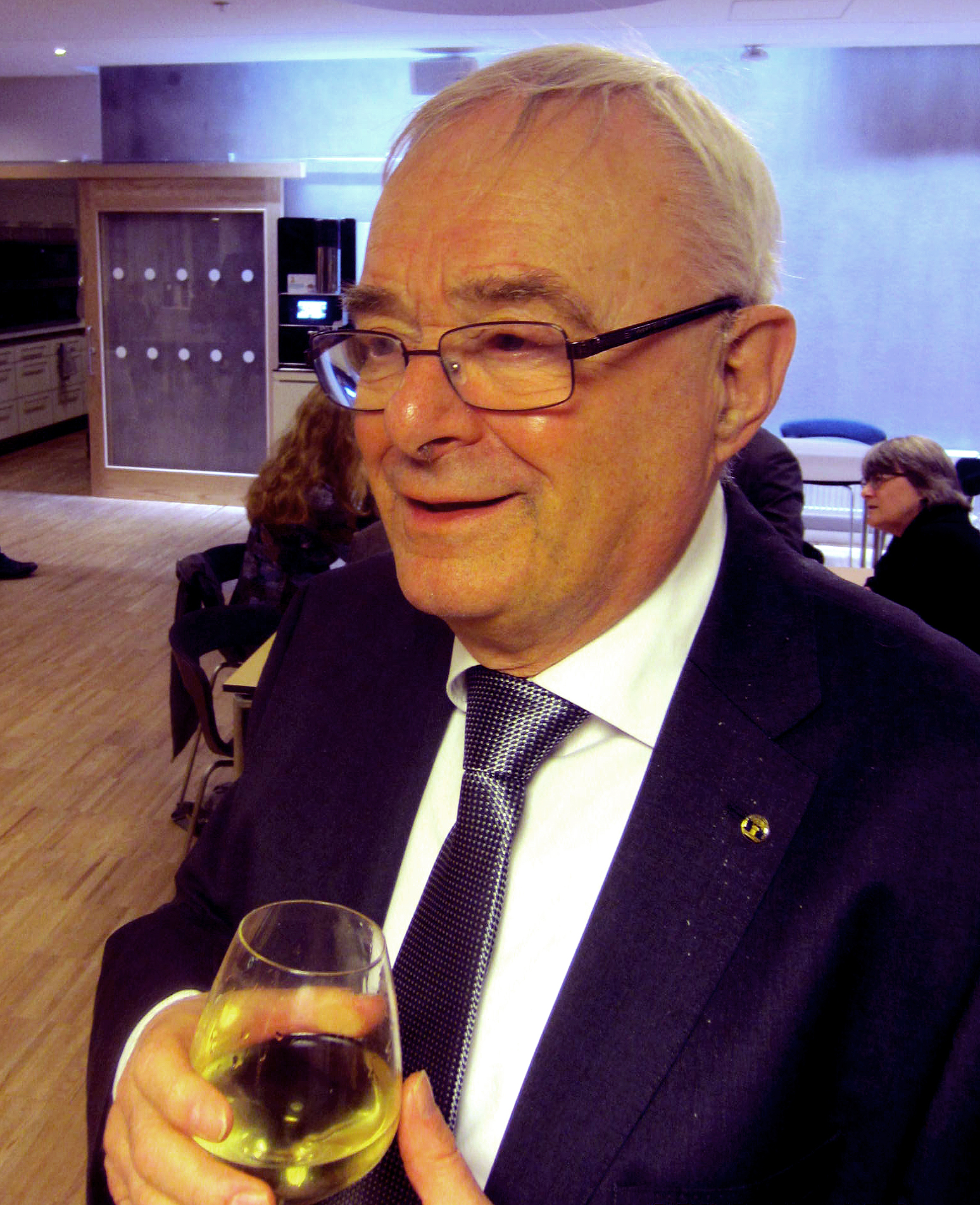
Hans Andersson år 2016.

Hans Peder Andersson, född 23 november 1936 i Länghem, är en svensk arkeolog.
Andersson avlade studentexamen på Hvidtfeltska läroverket  i Göteborg 1956. Blev fil kand 1962 vid Göteborgs Universitet. Fil. lic. i historia 1971. Hedersdoktor vid Lunds universitet 2001. Andersson arbetade sedan vid landsarkivet i Göteborg 1962-1967.Aamanuens vid historiska institutionen vid Göteborgs universitet 1962-1969.  Antikvarie vid Göteborgs historiska museum 1968-1977. Andersson var 1977–1986 länsantikvarie i Göteborgs och Bohus län, därefter från 1986-2001 professor i medeltidsarkeologi vid Lunds universitet. Hans Andersson blev emeritus från 1 november 2001.
Hans forskning har främst varit inriktad på projektet Medeltidsstaden, som publicerat sammanställningar av forskningsläget kring olika svenska medeltidsstäder.Men han har också forskat kring den medeltida landsbygden. 
Hans Anderssons bok Medeltida Urbanisering. Uppsatser 1972–2015 , Lund Studies in Historical Archaeology 19, utgiven i Lund 2017 är ett antal uppsatser från hans stadshistoriska forskning.  Bokens första sektion behandlar  urbaniseringen i Skandinavien, sektion två tar upp den global nivån. Tredje delen har tre uppsatser om västra Sverige. I slutet av boken behandlas projektet Medeltidsstaden det viktigaste av hans forskningsinsatser.

## Personligt
Andersson är gift med professor Vibeke Dalgas. 

## Utmärkelser, ledamotskap och priser
- Ledamot av Vetenskapssocieteten i Lund (LVSL, 1987)[3]